# Os Pankekas e o Calhambeque de Ouro
Os Pankekas e o Calhambeque de Ouro é um filme brasileiro de comédia produzido em 1979.